# Luigi Avogadro di Quaregna
Luigi Avogadro di Quaregna (Torino, 30 gennaio 1826 – Torino, 10 febbraio 1900) è stato un politico italiano.
Figlio del noto scienziato Amedeo Avogadro di Quaregna, fu senatore del Regno d'Italia dalla XVI legislatura